# Oceanisch kampioenschap voetbal onder 16
Het Oecanisch kampioenschap voetbal onder 16 is een tweejaarlijks voetbaltoernooi tussen Oceanische nationale mannenteams met spelers onder de 16 jaar. Tussen 1983 en 2017 werd dit toernooi gespeeld voor spelers onder de 17 jaar. Australië is recordkampioen met 10 keer winst, maar dat land doet niet meer mee aan dit toernooi.

## Kwalificatie wereldkampioenschap
Dit toernooi start in 1985 en diende vanaf dat moment gelijk als kwalificatietoernooi voor het Wereldkampioenschap voetbal onder 16, tegenwoordig onder de 17.

## Format
Op de eerste vier toernooien werden alle landen in 1 groep geplaatst en speelden ze allemaal een keer tegen elkaar. De winnaar van die groep won het toernooi. Vanaf 1993 wordt er in twee groepen gespeeld en volgt er daarna een knock-outfase tussen de nummers 1 en 2 uit de groepsfase. Soms voorafgegaan aan de kwalificatieronde.

## Historisch overzicht
| Oceanisch kampioenschap voetbal onder 17 (1983–2017)  |                                            |                                      |                                      |                                      |                                      |                                      |                                      |
| Jaar                                                  | Gastland                                   | Finale                               | Finale                               | Finale                               | Troostfinale                         | Troostfinale                         | Troostfinale                         |
| Jaar                                                  | Gastland                                   | Winnaar                              | Uitslag                              | Tweede                               | Derde                                | Uitslag                              | Vierde                               |
| 1983 Details                                          | Nieuw-Zeeland                              | Australië                            | groep                                | Nieuw-Zeeland                        | Chinees Taipei                       | groep                                | Nieuw-Caledonië                      |
| 1986 Details                                          | Taiwan                                     | Australië                            | groep                                | Nieuw-Zeeland                        | Chinees Taipei                       | groep                                | Papoea-Nieuw-Guinea                  |
| 1989 Details                                          | Australië                                  | Australië                            | groep                                | Nieuw-Zeeland                        | Chinees Taipei                       | groep                                | Fiji                                 |
| 1991 Details                                          | Nieuw-Zeeland                              | Australië                            | groep                                | Nieuw-Zeeland                        | Fiji                                 | groep                                | geen vierde plaats                   |
| 1993 Details                                          | Nieuw-Zeeland                              | Australië                            | 3–0                                  | Salomonseilanden                     | Nieuw-Zeeland                        | ?–?                                  | Fiji                                 |
| 1995 Details                                          | Vanuatu                                    | Australië                            | 1–0                                  | Nieuw-Zeeland                        | Vanuatu                              | 3–0                                  | Salomonseilanden                     |
| 1997 Details                                          | Nieuw-Zeeland                              | Nieuw-Zeeland                        | 1–0                                  | Australië                            | Salomonseilanden                     | 3–0                                  | Fiji                                 |
| 1999 Details                                          | Fiji                                       | Australië                            | 5–0                                  | Fiji                                 | Salomonseilanden                     | ?–?                                  | Nieuw-Caledonië                      |
| 2001 Details                                          | Samoa Vanuatu                              | Australië                            | 9–0                                  | Nieuw-Zeeland                        | geen troostfinale                    | geen troostfinale                    | geen troostfinale                    |
| 2003 Details                                          | Amerikaans-Samoa Australië Nieuw-Caledonië | Australië                            | 7–1                                  | Nieuw-Zeeland                        | geen troostfinale                    | geen troostfinale                    | geen troostfinale                    |
| 2005 Details                                          | Nieuw-Caledonië                            | Australië                            | 1–0                                  | Vanuatu                              | Salomonseilanden                     | 3–1                                  | Nieuw-Caledonië                      |
| 2007 Details                                          | Tahiti                                     | Nieuw-Zeeland                        | groep                                | Tahiti                               | Fiji                                 | groep                                | Nieuw-Caledonië                      |
| 2009 Details                                          | Nieuw-Zeeland                              | Nieuw-Zeeland                        | groep                                | Tahiti                               | Nieuw-Caledonië                      | groep                                | Vanuatu                              |
| 2011 Details                                          | Nieuw-Zeeland                              | Nieuw-Zeeland                        | 2–0                                  | Tahiti                               | Salomonseilanden                     | 2–0                                  | Vanuatu                              |
| 2013 Details                                          | Nieuw-Zeeland                              | Nieuw-Zeeland                        | groep                                | Nieuw-Caledonië                      | Vanuatu                              | groep                                | Fiji                                 |
| 2015 Details                                          | Samoa Amerikaans-Samoa                     | Nieuw-Zeeland                        | 1–1 p. 5–4                           | Tahiti                               | Vanuatu                              | 6–0                                  | Nieuw-Caledonië                      |
| 2017 Details                                          | Tahiti                                     | Nieuw-Zeeland                        | 7–0                                  | Nieuw-Caledonië                      | Papoea-Nieuw-Guinea Salomonseilanden | Papoea-Nieuw-Guinea Salomonseilanden | Papoea-Nieuw-Guinea Salomonseilanden |
| Oceanisch kampioenschap voetbal onder 16 (2017–2020)  |                                            |                                      |                                      |                                      |                                      |                                      |                                      |
| 2018 Details                                          | Salomonseilanden                           | Nieuw-Zeeland                        | 0–0 p. 5–4                           | Salomonseilanden                     | Tahiti                               | 2–1                                  | Fiji                                 |
| Oceanisch kampioenschap voetbal onder 17 (2021–heden) |                                            |                                      |                                      |                                      |                                      |                                      |                                      |
| 2021                                                  | Fiji                                       | Gecanceld vanwege de coronapandemie. | Gecanceld vanwege de coronapandemie. | Gecanceld vanwege de coronapandemie. | Gecanceld vanwege de coronapandemie. | Gecanceld vanwege de coronapandemie. | Gecanceld vanwege de coronapandemie. |
| 2023 Details                                          | Fiji                                       | Nieuw-Zeeland                        | 1–0                                  | Nieuw-Caledonië                      | Tahiti                               | 3–0                                  | Fiji                                 |

1. ↑  2013: De finale werd over twee wedstrijden gespeeld, in het schema is de totaalscore aangegeven. De twee uitslagen waren 3–0 en 6–0.
2. ↑  2013: De finale werd over twee wedstrijden gespeeld, in het schema is de totaalscore aangegeven. De twee uitslagen waren 3–1 en 4–0.
3. ↑  2017: Er werd geen wedstrijd om de derde plek gespeeld, deze twee landen waren de halvefinalisten.
4. ↑  2018: Salomonseilanden bleek een niet-speelgerechtigde speler te hebben opgesteld. Alle resultaten van dat land telden daarom niet meer mee.

## Ranglijst
Bijgewerkt tot en met het toernooi van 2023
| Rang | Land             |                      |                    |                   |
| Rang | Land             | Aantal keer kampioen | Aantal keer tweede | Aantal keer derde |
| 1    | Australië        | 10                   | 1                  | 0                 |
| 2    | Nieuw-Zeeland    | 9                    | 6                  | 1                 |
| 3    | Tahiti           | 0                    | 4                  | 2                 |
| 4    | Nieuw-Caledonië  | 0                    | 4                  | 1                 |
| 5    | Salomonseilanden | 0                    | 2                  | 4                 |
| 6    | Vanuatu          | 0                    | 1                  | 3                 |
| 7    | Fiji             | 0                    | 1                  | 2                 |
| 8    | Chinees Taipei   | 0                    | 0                  | 3                 |